# 80-й Зюнгарский Донской Калмыцкий конный полк
80-й Зюнгарский Донской Калмыцкий конный полк (Джунгарский, Дзюнгарский) — полк Донской армии образованный в Всевеликом Войске Донском, классифицирующийся как кавалерийский конный полк. Сформирован в мае 1918 года,  преимущественно из числа донских калмыков, базировался в Сальском округе Области Войска Донского.

## История

### Образование
В начале 1918 года, началась военная операция, направленная на сохранение кадров будущей казачьей армии, под названием Степной поход. Этим походом началась вооружённая борьба донского казачества против Красной армии.
По окончании Степного похода в мае 1918 года начались формирования казачьих соединений, которые составили костяк Донской армии. Именно тогда возникает Зюнгарский Калмыцкий конный полк по инициативе станичных атаманов Платовской и Граббевской станиц А. С. Сарсинова, А. А. Алексеева, а также члена Войскового Круга Бадмы Нарановича Уланова. Командиром полка был назначен есаул Николай Васильевич Суворов.

### Гражданская война
Зюнгарский конный калмыцкий полк в составе 4-х сотен 1 июня 1918 г. вошёл в группу К.К. Мамантова, которая вела борьбу за Сальский округ против красных отрядов Ковалёва И.С. и Г.К. Шевкопляса.
Осенью 1918 г. Сальский округ полностью перешёл под контроль белоказачьих отрядов. После этого в состав донских полков прибыло значительное количество казаков, в том числе и в Зюнгарский Калмыцкий конный полк пришло значительное пополнение из калмыцких станиц, находящихся в верховьях реки Сал. В октябре 1918 г. 80-й Зюнгарский полк, передан в состав Сальского отряда В.И. Постовского, под руководством которого вёл бои в западных районах Калмыкии, прикрывая фланги армий Краснова и Деникина на Яшалтинском направлении.
2 февраля 1919 г. Краснов и его соратники ушли в отставку, после чего вооружённые силы Войска Донского были реорганизованы. Зюнгарский полк был включён в список частей, предназначенных к расформированию, но делегатам от калмыцких станиц удалось добиться его сохранения. В мае 1919 г. 80-й Зюнгарский полк вошёл в состав 8-й Донской конной бригады и впоследствии был переведён в группу А.С. Секретева, которая в мае 1919 г. прорвала оборону 15-й стрелковой дивизии Красной армии и у ст. Казанской, соединились с окружёнными частями восставших казаков Верхнего Дона (см. Вёшенское восстание), тем самым резко осложнив положение Южного фронта Красной армии. 
Позже данная группа войск вошла в состав вновь сформированного 4-го Донского конного корпуса Мамантова. В составе этого соединения 80-й Зюнгарский полк участвовал в рейде по тылам Южного фронта Красной армии. Однако по возвращении из рейда полк, как и весь корпус, стала сотрясать эпидемия «самоволок». К концу 1919 г. в нём осталось всего 67 сабель. В результате корпус Мамантова утратил боеспособность, несколько раз был разбит конницей С.М. Будённого и отброшен за Дон. Многие казачьи части и соединения были деморализованы и перестали существовать как боевые единицы. Некоторые были расформированы. Однако 80-й Зюнгарский полк пополнился двумя сотнями калмыков-казаков из Сальского полка и вместе с другими частями был включён в группу А.А. Павлова, в составе которой отличился в боях с 1-й Конной армией у ст. Ольгинской в середине января 1920 г. и в сражении у села Весёлого в конце января.
В середине февраля 1920 г. 1-я Конная армия была переброшена в Сальский округ. Деникин выдвинул против неё наиболее сильную группу А.А. Павлова. Из-за ошибок командира, группа обморозилась и потеряла половину состава. По воспоминаниям ветеранов: 
калмыки 80-го Зюнгарского полка всю ночь не ложились и танцевали, ели сырое мясо, но зато „победили природу“, потеряв обмороженными всего 47 человек
При отступлении белых к Новороссийску Зюнгарский полк, не поддавшись панике, продолжал вести арьергардные бои, прикрывая отход своих частей. Без особых потерь ему удалось добраться до Крыма, где он вошёл в состав армии П.Н. Врангеля. Зюнгарцы участвовали в июньских боях в Северной Таврии. В начале июля 1920 г. Зюнгарский полк был переведён в 3-ю Донскую дивизию генерала А.К. Гусельщикова, в составе которой воевал вплоть до эвакуации из Крыма. Только в эмиграции он был расформирован.